# Apis mellifera carpatica
Apis mellifera carpatica este albina românească, o subspecie a albinei melifere europene (Apis mellifera).

## Timbre poștale românești

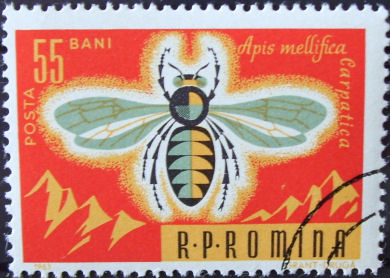
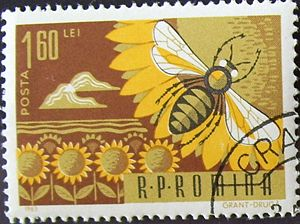
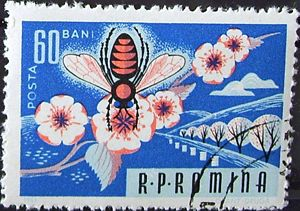

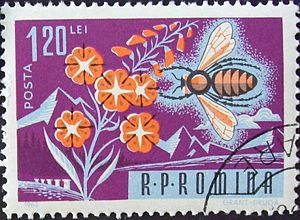
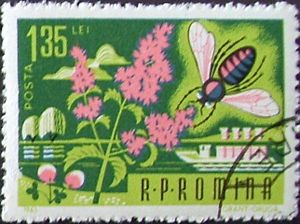